# Corrente de gelo Rutford

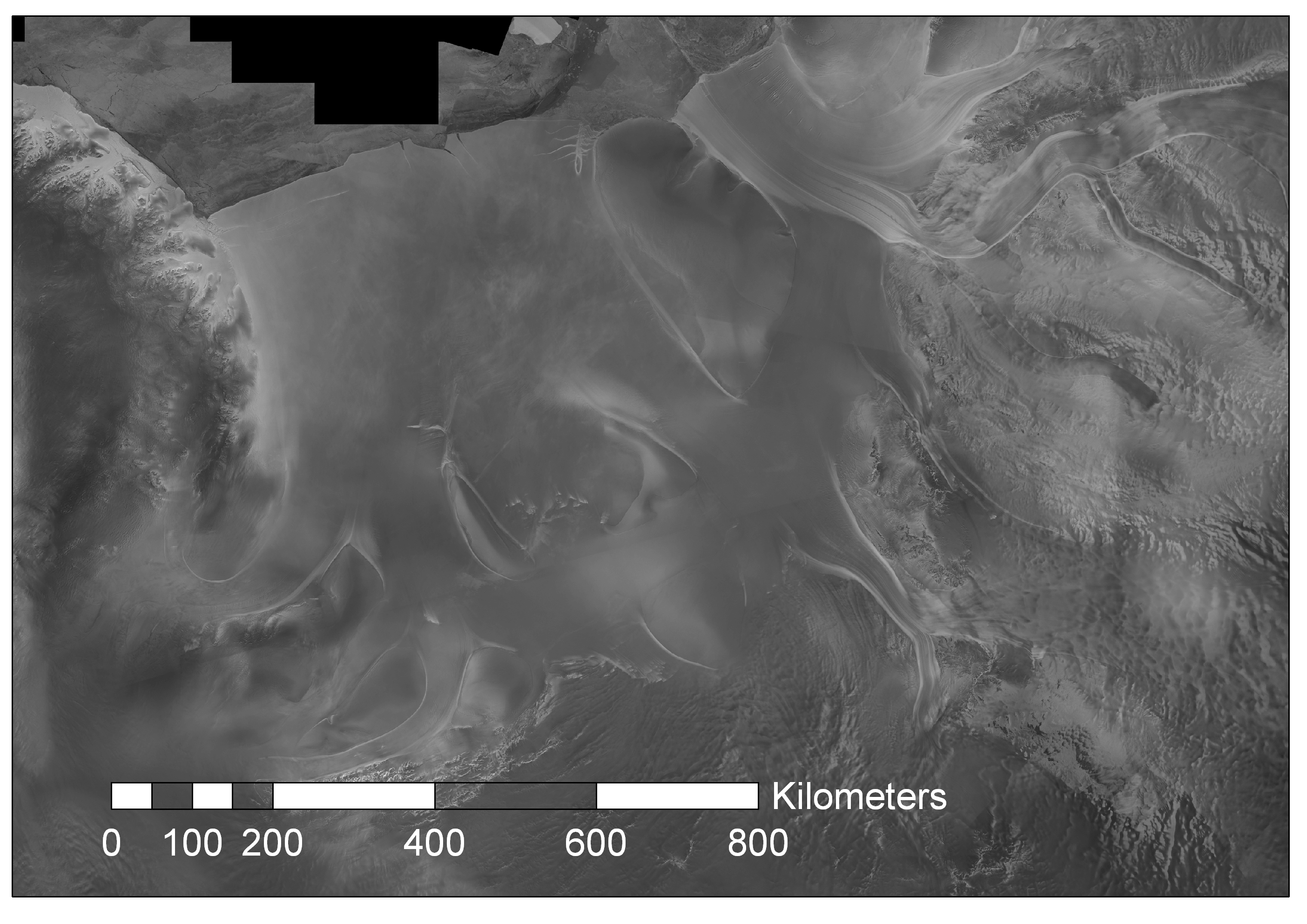
Imagem do Radarsat de correntes de gelo, incluindo a Rutford, fluindo para dentro da plataforma de gelo Filchner-Ronne

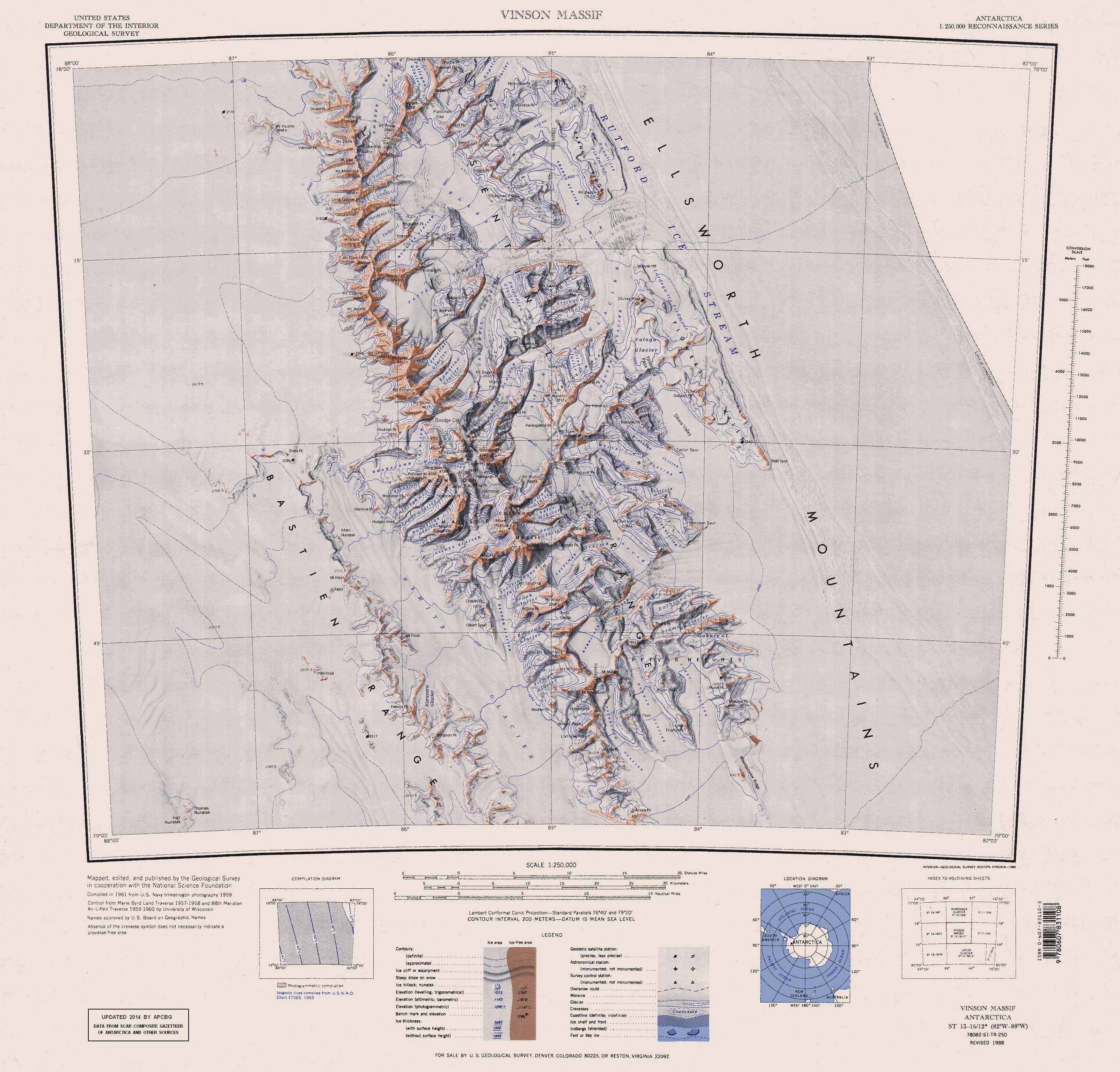
Mapa da cordilheira Sentinela.

A corrente de gelo Rutford é uma importante corrente de gelo antártica, com cerca de 290 km de comprimento e acima de 24 km de largura, que escoa na direção sudeste entre a cordilheira Sentinela, as montanhas Ellsworth e a elevação de gelo Fletcher para dentro da parte sudoeste da plataforma de gelo Ronne. Batizada pelo US-ACAN (Comitê Consultivo para Nomes Antárticos) recebeu o nome do geólogo Robert H. Rutford, um membro de várias expedições do United States Antarctic Program para a Antártica; líder do grupo das montanhas Ellsworth da Universidade de Minnesota, 1963-64. Rutford serviu como diretor da Divisão de Programas Polares, da National Science Foundation, 1975-77.
A corrente de gelo está situada em uma depressão profunda, que é uma feição tectônica entre as montanhas Ellsworth e o cabo Fletcher. Por causa disso esta posição da corrente de gelo poder ter ficado estável por milhões de anos. O leito da corrente de gelo alcança 2000 m abaixo do nível do mar. Portanto entre o leito da corrente de gelo e a altura das montanhas Ellsworth há um relevo vertical de 7 km sobre uma distância de apenas 40 km. Na extremidade (continental) superior da corrente de gelo, a espessura do gelo alcança 3.100 m, caindo para cerca de 2300 m na depressão. A velocidade do fluxo alcança um máximo de cerca de 400 metros por ano, cerca de 40 km no continente, onde a corrente de gelo encontra a plataforma de gelo Ronne e começa a flutuar para o mar.
A corrente de gelo Rutford varia sua velocidade em cerca de 20% a cada duas semanas, em resposta a variações nas marés.